# Wilhelm I. (Besalú)
Wilhelm I. der Dicke (katalanisch Guillem el Gras; † 1052) war ein Graf von Besalú aus dem Haus Barcelona. Er war der älteste Sohn von Graf Bernard I. Taillefer († 1020) und dessen Frau Toda.

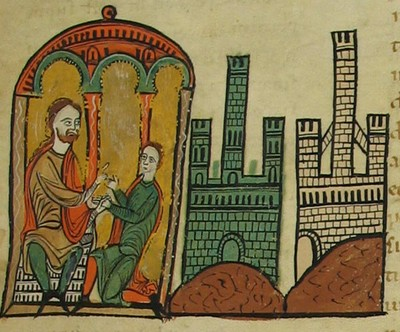
Wilhelm erhält von seinem Vater dessen Besitzungen übertragen. Darstellung im Liber feudorum maior, spätes 12. Jahrhundert.

1017 begleitete Wilhelm seinen Vater nach Rom, wo sie Papst Benedikt VIII. um die Gründung eines Bistums in Besalú baten, zu dessen erstem Bischof sein jüngerer Bruder Wilfried ernannt werden sollte. Der Papst gab dem Gesuch statt. Bis auf einige Klosterschenkungen ist von Wilhelm kaum etwas bekannt. Er starb 1052 und wurde in der Abtei Santa Maria de Ripoll bestattet.
Er war mit einer Frau namens Adalaiz verheiratet; ihre Kinder waren:
- Wilhelm II. (1070), Graf von Besalú.
- Bernard II. (1100), Graf von Besalú.

## Weblink
- COMTES de BESALÚ 988-1111 bei Foundation for Medieval Genealogy.ac

| Vorgänger  | Amt                       | Nachfolger  |
| ---------- | ------------------------- | ----------- |
| Bernard I. | Graf von Besalú 1020–1052 | Wilhelm II. |

| Personendaten    | Personendaten                          |
| ---------------- | -------------------------------------- |
| NAME             | Wilhelm I.                             |
| ALTERNATIVNAMEN  | Wilhelm I. der Dicke; Guillem el Gras  |
| KURZBESCHREIBUNG | Graf von Besalú aus dem Haus Barcelona |
| GEBURTSDATUM     | 10. Jahrhundert oder 11. Jahrhundert   |
| STERBEDATUM      | 1052                                   |